# SC Tegel
Der SC Tegel war ein Fußballverein aus dem Berliner Ortsteil Tegel. Der Verein spielte jeweils ein Jahr in der erstklassigen Berliner Stadtliga und in der zweitklassigen Regionalliga Berlin. Größter Erfolg war der Gewinn der Deutschen Amateurmeisterschaft im Jahre 1962. 2002 fusionierte der SC Tegel mit dem SC Heiligensee zum Nordberliner SC.

## Geschichte
Nach dem Ende des Zweiten Weltkrieges wurde am 1. August 1945 die Sportgruppe Tegel gegründet. Die Sportgruppe war ein gemeinsamer Nachfolger der im Jahre 1919 gegründeten DJK Stern Tegel, des SC 1924 Tegel, der 1909 gegründeten SpVgg Borsig Tegel und des 1920 gegründeten FC Amateure Tegel. Im Jahre 1948 nahm die Sportgruppe Tegel den Namen SC Tegel an. Unter diesem Namen gelang im Jahre 1950 der Aufstieg in die zweitklassige Amateurliga Berlin. Vier Jahre später folgte der Abstieg.
Im Jahre 1959 kehrten die Tegeler in die Amateurliga Berlin zurück und läuteten die erfolgreichste Phase der Vereinsgeschichte ein. Drei Jahre nach dem Aufstieg wurde der SC Tegel Meister der Amateurliga und stieg in die seinerzeit erstklassige Berliner Stadtliga auf. Zusätzlich nahm der Verein an der Deutschen Amateurmeisterschaft teil. Nach einem 4:2-Sieg über die SpVgg Büchenbach und einem 1:0-Halbfinalsieg über Phönix Bellheim erreichten die Tegeler das Endspiel. Vor 12.000 Zuschauern im Wuppertaler Stadion am Zoo schlug die Mannschaft von Trainer Hermann Becker TuRa Bonn mit 1:0. Karl Boelk erzielte das Tor des Tages. Als Siegprämie erhielt jeder Spieler 200 Mark und ein Abendessen. Im Berliner Oberhaus reichte es nur zum letzten Tabellenplatz. Da am Ende der Saison die Bundesliga eingeführt wurde stürzten die Tegeler von Erst- in die Drittklassigkeit.
Im Jahre 1965 stieg die Mannschaft in die zweitklassige Regionalliga Berlin auf und hatte in der Saison 1965/66 Pech. Tegel wurde Drittletzter und musste absteigen, weil der SC Tasmania 1900 aus der Bundesliga abstieg und Regionalligameister Hertha BSC den Aufstieg in die Bundesliga verpasste. Es folgten mehrere Jahre in der Amateurliga Berlin mit dem vierten Platz in der Saison 1971/72 als Höhepunkt. Ein Jahr später folgte der Abstieg. 1993 schafften die Tegeler den Aufstieg in die Verbandsliga Berlin und damit die Rückkehr in die höchste Berliner Amateurliga. Vier Jahre später folgte der Abstieg in die Landesliga, der allerdings auf Anhieb mit dem Wiederaufstieg beantwortet wurde. Als abgeschlagener Tabellenletzter der Verbandsliga 1998/99 ging es zurück in die Landesliga. Drei Jahre später folgte der Abstieg in die Bezirksliga. Dort sollte der SC Tegel allerdings nicht mehr antreten.

## Persönlichkeiten
- Francis Banecki
- Nicole Banecki
- Sylvie Banecki
- Pascal Bieler
- Karl Boelk
- Pierre Dickert
- Richard Golz
- Thomas Herbst
- Thorsten Kohn
- Dominik Schmidt
- Oliver Schröder

## Nachfolgeverein Nordberliner SC

Logo des Nordberliner SC

Am 1. Juli 2002 fusionierte der SC Tegel mit dem SC Heiligensee zum Nordberliner SC. Dem SC Heiligensee war 1993 nach zwei Aufstiegen in Folgen der Aufstieg in die Verbandsliga Berlin gelungen und dieser wurde dort 1995 mit einem Punkt Rückstand auf Meister Köpenicker SC Dritter. Im Jahre 1997 stiegen die Heiligenseer aus der Verbandsliga ab und kehrten für die Saison 2000/01 noch einmal in die Verbandsliga zurück.
Dem Nordberliner SC gelang im Jahre 2004 als Vizemeister hinter den Amateuren des 1. FC Union Berlin der Aufstieg in die Verbandsliga Berlin, musste aber nach einem Jahr 2005 wieder absteigen. Im Jahre 2008 gelang der erneute Aufstieg in die zeitgleich in Berlin-Liga umbenannte höchste Berliner Amateurliga, wo sich die Nordberliner dieses Mal für zwei Jahre halten konnten. Die abermalige Rückkehr ins Berliner Oberhaus gelang im Jahre 2013. 2018 folgte der erneute Abstieg in die Landesliga. Nach Abstiegen 2023 und 2024 spielt der NSC nunmehr in der Kreisliga A. Heimspielstätte des Nordberliner SC ist die Sportanlage Elchdamm.